# Костешть (Бузеу)
Костешть, Костешті (рум. Costești) — село у повіті Бузеу в Румунії. Адміністративний центр комуни Костешть.
Село розташоване на відстані 85 км на північний схід від Бухареста, 12 км на південний захід від Бузеу, 108 км на захід від Галаца, 112 км на південний схід від Брашова.

## Населення
За даними перепису населення 2002 року у селі проживали 1540 осіб. Усі жителі села рідною мовою назвали румунську.
Національний склад населення села:
| Національність | Кількість осіб | Відсоток |
| -------------- | -------------- | -------- |
| румуни         | 1528           | 99,2%    |
| цигани         | 12             | 0,8%     |